# Публічна телефонна мережа
PSTN (англ. public switched telephone network, укр. телефонна мережа загального користування) — це планетарна телефонна мережа загального користування (ТМЗК), для доступу до якої використовуються звичайні проводові телефонні апарати, міні- АТС і обладнання передавання даних.
PSTN — секція телефонної інфраструктури, що веде від Softswitch class V  офісів і здійснювана телекомунікаційною компанією.
У PSTN передача сигналів (у тому числі і налаштування з'єднання) та сама розмова здійснюється через одну і ту ж універсальну лінію зв'язку (магістраль) від системи комутації (СК) джерела до СК адресата. Цей процес займає канали зв'язку всіх задіяних при з'єднанні СК. Тобто, якщо адресат, що викликається, зайнятий, всі ці з'єднання виявляться марними.
Зазвичай PSTN використовують зіркоподібну топологію (головний елемент з'єднаний з безліччю другорядних). Але це не єдиний метод. Наприклад, CATV використовують деревоподібну топологію.
PSTN використовує стандарти створені ITU-T. Ці стандарти дають доступ до різних мереж в різних країнах для з'єднання без проблем. Існує також єдиний глобальний адресний простір для телефонів на основі E.163 і E.164 стандартів. Поєднання взаємопов'язаних мереж і єдиний план нумерації дозволяють будь-якому телефону у світі набрати будь-який інший телефон.
Із 2000-х років телефонна мережа в Україні і світі почала скорочуватися, її почав витісняти мобільний зв'язок.
Так, якщо в 2005 році (через 12 років після появи стільникового зв'язку) в Україні було 9 млн телефонів (7,5 млн домашніх) і майже 65 тис. таксофонів, то в 2015-му стало відповідно 8,4 млн телефонів (домашніх 6,9 млн) і 6,8 тис. таксофонів. В той же час користучів мобільного зв'язку стало (на 2018) близько 60 млн.